# Lil Peep
Густав Елайджа Ар (швед. Gustav Elijah Åhr; 1 листопада 1996, Аллентаун — 15 листопада 2017, Тусон, Аризона), відоміший за сценічною назвою Lil Peep — американський репер, співак та модель з Лонг Біч, Аллентаун, Пенсільванія, Нью-Йорк. Він був членом емо-реп колективу GothBoiClique. Його називали одним з перших музикантів пост-емо відродження, також він вважається провідною фігурою емо-реп сцени середини-кінця 2010-х років.
Густав народився в Аллентауні, що у штаті Пенсільванія, у родині американської матері та шведського батька, і виріс на Лонг-Айленді, штат Нью-Йорк. 2013 року почав випускати музику на платформі SoundCloud під псевдонімом Trap Goose, пізніше змінив псевдонім на Lil Peep, тому-що мати називала його «Peep» з дитинства. Здобув першу популярність, коли він випустив проривну пісню «Star Shopping» у 2015.
Перший живий виступ Lil Peep відбувся 12 лютого 2016 у Тусоні, штат Аризона, у складі колективу Schemaposse. Того-ж року здійснив невелике турне з Fat Nick, Mikey The Magician та Smokepurrp. Весною 2017 року вирушив у свій перший сольний тур, виступивши у переповнених залах трьох російських міст, проїхавши Західною Європою, і накінець Сполученими Штатами. Незабаром після туру, Густав емігрував до Лондона, де записав свій дебютний альбом Come Over When You're Sober, Pt.1.
15 листопада 2017 року, через два тижні після свого 21-го дня народження, Lil Peep помер у туровому автобусі перед заплановим концертом у Тусоні, під час 33-денного туру США.

## Дитинство
Густав Елайджа Ар народився 1 листопада 1996 року в Аллентауні, що у Пенсильванії, у сім'ї вчительки початкової школи Лайзи Вомак та професора коледжа Карла Йохана Ара. Сім'я переїхала на Лонг-Біч, коли Густаву було 5 років. Мав рідного брата Оскара Ара. Його батьки були випускниками Гарварду. Родина його матері родом із Оклахоми, а батько - швед. У своєму Твіттері, розповів що мав шведське громадянство, через свого батька. Згідно з шведським законодавством, громадянство надається автоматично при народженні будь-якої людини, у якої хоча-б один із батьків має шведське громадянство.
У житті Густава батько був відсутній, батьки розлучилися, коли Густаву було 14 років. Він навчався у початковій школі Лінделл, де був включений до програми для талановитих дітей, і в середній школі Лонг-Біч, у Лідо-Біч, яку він часто прогулював, хоч і отримував хороші оцінки. Пізніше, він пройшов онлайн-курси, щоб отримати диплом про середню освіту. Незабаром після закінчення навчання, він почав викладати свою музику на YouTube і SoundCloud.
У 18 років зробив перше тату на обличчі — розбите серце під лівим оком, щоб мотивувати себе займатися музикою. Він переїхав до Лос-Анджелесу зі своїм другом дитинства, Бреннаном Севеджом, для продовження музичної кар'єри. Він розповідав, що переїхав, тому-що життя на Лонг-Айленді пригнічувало його.

## Кар'єра
Коли Густав був підлітком, він називав себе одинаком, та знайшов більшість своїх друзів у інтернеті.
Lil Peep кинув навчання у школі, щоб переїхати до Лос-Анджелесу і зустрітися зі своїми друзями. Там він жив у будинку Бреннана Севеджа, поки він здобував вищу освіту. Ар також намагався вчитися у Glendale Community College протягом першого року проживання у Лос-Анджелесі, та пізніше він його залишив. Густав познайомився з JGRXXN, Ghostemane і Craig Xen, і через деякий час він почав жити з ними, створивши колектив Schemaposse.
У вересні 2015 він випустив свій перший мікстейп Lil Peep; Part One, який набрав 4000 прослуховувань за перший тиждень. Незабаром після цього він випустив свій другий мікстейп під назвою Live Forever.
Незабаром після цього його популярність почала зростати, а пісня «Star Shopping», що вийшла приблизно у той самий час, що і Lil Peep; Part One, стала популярною в андерграунд хіп-хоп середовищі. Його популярність продовжувала зростати після випуску пісні «Beamer Boy», що призвело до того, що він уперше виступив наживо разом з Schemaposse у лютому 2016 року в Тусоні. У квітні Schemaposse розпався, але Густав залишився з ними у добрих відносинах. Незабаром після розпаду Schemaposse, Lil Peep почав співпрацювати з лос-анджелеським емо-реп-колективом GothBoiClique. Колектив жив разом з Піпом на Скід Роу, і часто ділили ліжка. Мініальбом Crybaby було записано за три дні з мікрофоном за 150 доларів. Більшу частину мікшування та мастерингу він зробив власноруч. Робота вийшла у червні 2016 року. Пізніше, того-ж місяця, компанія First Access Entertainment почала співпрацювати з Густавом, щоб консультувати, та інвестувати у його кар'єру.
У вересні 2016 року Lil Peep випустив мікстейп Hellboy. Такі пісні, як «Girls» та «OMFG» отримали мільйони переглядів та прослуховувань на YouTube і SoundCloud. Успіх Hellboy призвів до першого сольного туру «The Peep Show Tour», у квітні та травні 2017. У травні 2017 група Mineral звинуватила Піпа у порушенні авторських прав за використовування неліцензованого семпла їхньої пісні «LoveLetterTypewriter» у його спільної пісні з Gab3, «Hollywood Dreaming». Вони заявили, що вони «намагалися показати свою любов, використанням їхньої пісні».
Незабаром після закінчення туру, Піп емігрував до Лондона, та розірвав відносини з GothBoiClique. Там він почав співпрацювати з iLoveMakonnen, та давнім другом Bexey, та записав альбоми Come Over When You're Sober, Pt.1, Come Over When You're Sober, Pt.2, Goth Angel Sinner та досі невипущений альбом з iLoveMakonenn. Lil Peep випустив свій дебютний студійний альбом Come Over When You're Sober, Pt.1 15 серпня 2017. Він також влаштував свій перший світовий тур, що розпочався у Великобританії у вересні і завершився у США в листопаді, який був перерваний через його смерть.

### Посмертні релізи
Після смерті Густава, його фанбаза та популярність швидко виросли, що призвело до значного збільшення продажів його музики. Сингл «Awful Things» з альбому Come Over When You're Sober, Pt.1 потрапив у Billboard Hot 100 під номером 79.
Завдяки плідній роботі Густава, більшість пісень та проєктів було завершено ще до його смерті. Перший офіційний посмертний реліз з'явився протягом 24 годин після його смерті, Wiggy, режисер багатьох відеокліпів Піпа, випустив офіційне відео на тоді ще unreleased пісню «16 Lines». 12 січня 2018 Marshmello випустив спільну роботу під назвою «Spotlight», відеокліп вийшов 12 лютого 2018. 15 січня Juicy J випустив пісню «Got Em Like», у якій взяли участь Lil Peep і Wiz Khalifa. 27 січня репер Teddy випустив спільну із Густавом пісню «Dreams & Nightmares».
У березні 2018 музичний архів Lil Peep було придбано компанією Columbia Records. 13 травня вийшов посмертний сингл «4 Gold Chains» за участю Clams Casino. 17 серпня 2018 iLoveMakonnen анонсував новий сингл Lil Peep «Falling Down», переробку пісні «Sunlight on Your Skin», яку він записав разом із Піпом восени 2017 у Лондоні. У новій версії пісні бере участь XXXTentacion, який записав свою частину після смерті Густава. Випуск переробленої пісні було засуджено деякими членами GothBoiClique, які заявили, що між двома артистами був невирішений конфлікт, викликаний історією насильства Джасея по відношенню до жінок. «Falling Down» вийшла 19 вересня 2018, пісня посіла 13-те місце в Billboard Hot 100. Оригінальна версія пісні, «Sunlight on Your Skin», вийшла 27 вересня.
14 жовтня 2018 менеджмент Густава повідомив, що його робота над його першим посмертним проєктом Come Over When You're Sober, Pt.2 було завершено у вересні 2018, а виконавчий продюсер проєкту, Smokeasac, заявив, що проєкт тільки очікує на схвалення сім'ї Піпа. Come Over When You're Sober, Pt.2 вийшов 9 листопада 2018.
Альбом дебютував на 4 місці у Billboard 200, ставши першим альбомом Lil Peep у топ-10 США.
31 січня 2019 вийшов перший сингл «I've Been Waiting» за участю Fall Out Boy, з майбутнього спільного альбому з iLoveMakonnen.
10 березня 2019 року на кінофестивалі SXSW відбулася прем'єра документального фільму Everybody's Everything, що розповідає про життя Lil Peep. 1 листопада 2019 менеджмент оголосив про випуск саундтреку до документального фільму, до якого увійшли як випущені, так і не видані пісні.
У квітні 2019 Star Shopping і Gym Class, два сингли Lil Peep, що спочатку вийшли у серпні 2015 та березні 2016 відповідно, були перевидані на усіх стримінгових платформах. Vertigo було перевидано на стримінгових платформах 5 березня 2020. Спадщина Lil Peep офіційно випустила мікстейп Crybaby на всіх стримінгових платформах 10 червня 2020, рівно через 4 роки після офіційного виходу. Пісня «Falling 4 Me» є відсутньою, оскільки власники спадщини не змогли домовитися про використання семпла пісні з Radiohead. 25 вересня того-ж року було перевидано мікстейп Hellboy. Пісня «Drive By» була перероблена, через проблеми з узгодженням семпла пісні.
26 січня 2021 спадкоємці оголосили про перевидання California Girls. Мініальбом вийшов 29 січня, разом з музичним відео на пісню «lil kennedy». 30 червня 2021, було оголошено про перевидання спільних з Lil Tracy мікстейпів Castles та Castles II. Вони вийшли 2 липня разом з музичними відео живих виступів деяких пісень з мікстейпів. У листопаді та грудні 2021, правовласники випустили мікстейпи Friends за участі Yunggoth та High Fashion за участі Harry Fraud..

## Музичний стиль
Музику Lil Peep окреслювали як lo-fi та емо-треп. Музичні журналісти часто порівнювали його з Куртом Кобейном. Музичний критик New York Times Джон Караманіка описав Густава як Курта Кобейна lo-fi репу, його музику як похмуро-мелодійну. Сам Піп казав, що він хоче стати «новим Куртом Кобейном».
AllMusic описав його музику як суміш хіп-хопу та року, а також трепа, панку та дрім-попу. Він об'єднав елементи емо і поп-панку в реп-музиці, привнісши новий погляд на жанр. Це призвело до того, що журнал Pitchfork назвав його як «майбутнє емо-музики».
Його лірика включає такі теми, як депресія, вживання наркотиків, минулі відносини та суїцидальні думки. Близький друг та продюсер його дебютного альбому Come Over When You're Sober, Pt.1, Smokeasac, сказав, що «Піп хотів дати голос людям, які страждають від тривоги та депресії, людям, які зазнавали насильства та знущань, і людям, які не розуміли як його побороти. У нього були свої демони, і він боровся з ними, створюючи музику».

## Мода
Густав захоплювався модою з підліткового віку, а в останні місяці свого життя працював моделлю для Vlone і був запрошений на декілька модних показів, таких як чоловічий показ Balmain на Тижні моди в Парижі та чоловічий весняно-літній показ Moncler Bleu MFW у Мілані. Репер Playboi Carti назвав Lil Peep «законодавцем моди».
Його стиль був описаний як стиль пов'язаний з емо і молл-готом. Він часто носив специфічний одяг, наприклад: куртки з графіті, кольорове хутро та рожевий одяг. Найвпливованіших на свій смак він називав Fat Mike, Marcelo Burlon і The Casualties.
В інтерв'ю GQ у 2017 він сказав: «Я ніколи не одягаюся однаково протягом тижня, наступного тижня я одягатимуся як зовсім інша людина. Мені подобається бути дивним та змішувати різні стилі».
Наприкінці 2018 року було оголошено про створення лінії одягу Lil Peep під назвою «No Smoking» (стилізовано як «NO SMOK!NG»), яка була розроблена ще до смерті Густава.

## Особисте життя
Lil Peep відверто розповідав про проблеми зі своєю сексуальністю, депресією, стосунками і вживанням наркотиків. Він зізнався у своїй бісексуальності у Твіттері 8 серпня 2017. Після визнання себе бісексуалом, він регулярно протистояв гомофобам у Твіттері. Він також співпрацював з iLoveMakonnen, відкритим геєм.
У вересні 2017 почав зустрічатися із Беллою Торн. Незабаром після виходу його дебютного студійного альбому, їх помітили за поцілунками. Вони зустрічалися допоки Торн не покинула його, і почала зустрічатися з репером Mod Sun. Під час туру «Come Over When You're Sober» Піп почав зустрічатися з інстаграм-моделлю Арзайлією Родрігес, приблизно в той час, коли він помер.
Також він заявив, що у нього біполярний розлад. Наряду з вживанням наркотиків, Густав боровся із суїцидальними імпульсами, які виникли ще у підлітковому віці. У своїй пісні «OMFG» він говорив про бажання накласти на себе руки. Під час одного з інтерв'ю його запитали, чи не схильний він до самогубства. Він відповів: «Так. Це серйозно. Я страждаю від депресії, і в деякі дні я прокидаюся, і думаю: „Чорт, краще б я не прокидався“. Частково через це я й переїхав до Каліфорнії, намагаючись втікти від місця, яке зі мною так вчинило, і від людей, які мене оточували. Я зрозумів, що справа в мені — це хімічний дисбаланс у моєму мозку. Іноді я буваю дуже пригніченим, але я цього не показую в соціальних мережах. Цю сторону себе я висловлюю через музику. Це мій спосіб випустили все це лайно назовню». В інтерв'ю The Times, Lil Peep заявив: «Мої шанувальники кажуть мені, що моя музика врятувала їхнє життя. Вони кажуть що я зупинив їх від самогубства, і це чудово. Мені приємно це чути. Це допомагає. Це підіймає мене, тому-що музика врятувала моє життя».
Густав не приймав ліків від депресії. Хоча оточуючі наполягали на цьому, але він не хотів і волів просто курити марихуану і вживати будь-які інші наркотики. У своєму останньому інтерв'ю Зену Лоу, він зізнався, що його депресія стає все гірше, сказавши: «Все стає тільки гірше. З кожним днем все гірше, гірше і гірше». Lil Peep регулярно згадував про свою пристрасть до кокаїну, екстазі та ксанаксу у своїх текстах, і постах у соціальних мережах, де він описував себе як «продуктивного наркомана», і радив своїй аудиторії уникати наркотики.
Він підтримував близькі стосунки зі своєю матір'ю, і це дійшло до того, що він в 14 років витатуював її ініціали та дату народження. Він грав на тромбоні та тубі і з дитинства виявляв інтерес до музики та моди. На момент своєї смерті, Густав проживав зі своїми друзями, Bexey і Smokeasac, на Портобелло-роуд у Лондоні. Переїзду передувало бажання Піпа вирватися з обставин, у яких він жив та розрив відносин з його тодішнім колективом GothBoiClique.

## Смерть
15 листопада 2017 року Густава Ара було знайдено мертвим у своєму концертному автобусі, коли його друг підійшов до нього перевірити його підготовку до вечірнього виступу в Тусоні.
У серії постів в Instagram, у години, що передували його смерті, Lil Peep стверджував, що вжив псилоцибінові гриби та концентрат канабісу. В іншому пості він стверджував, що вжив шість пігулок ксанакса, та зняв відео на якому він намагався поцілити і закинути пігулку ксанакса, після чого він проковтнув одну. Наступний пост мав такий підпис: «Коли я помру, ви полюбите мене». Через кілька днів після смерті в поліцейському звіті було зазначено, що Lil Peep дрімав близько 17:45 за місцевим часом перед концертом. Його менеджер двічі перевіряв його і виявляв, що він спить і дихає нормально, але не міг його розбудити. Коли менеджер перевірив Густава утретє, він не реагував і вже не дихав. Він намагався зробити йому штучне дихання до прибуття медиків, але при їхньому прибутті вони констатували його смерть.
8 грудня 2017 Управління медичної експертизи округу Піма опублікувало дані токсикологічного висновку, згідно з яким, причиною смерті стало випадкове передозування фентанілу та бензодіазепіну алпразоламу. Аналізи крові показали наявність канабісу, кокаїну та трамадолу. Аналізи сечі також показали наявність кількох сильнодіючих опіоїдів, включаючи гідрокодон, гідроморфон, оксикодон та оксиморфон. Алкоголю в організмі не було виявлено.
Lil Peep був кремований на Гантінгтон-Стейшен, Нью-Йорк. 2 грудня 2017 року друзі, сім'я та шанувальники вшанували пам'ять Густава на меморіалі на Лонг-Біч, Нью-Йорк. Того-ж дня меморіал також було проведено у Лондоні, велика фотографія Піпа була спроєктована на стіну будівлі Парламенту у центрі Лондона.

## Дискографія

### Альбоми
- Come Over When You're Sober, Pt.1[75]
- Come Over When You're Sober, Pt.2[76]

### Збірники
- Everybody's Everything

### Мікстейпи
- Feelz[77]
- In The Bedroom, I Confess[78] (з OmenXIII)
- Garden[79] (з Atoms)
- Lil Peep; Part One[80]
- Mall Musicc[81] (з Boy Froot)
- Romeo's Regrets[82] (з Bexey)
- Live Forever[83]
- Vertigo[84]
- California Girls[85]
- Elemental[86] (з GHOSTEMANE та JGRXXN)
- Dead Broke[87] (з ITSOKTOCRY)
- Changes[88]
- Crybaby[89]
- Teen Romance[90]
- Castles[91] (з Lil Tracy)
- Hellboy[92]
- Castles 2[93] (з Lil Tracy)
- Goth Angel Sinner[94]
- Friends (з Yunggoth)
- High Fashion (з Harry Fraud)